# Грег Руседски
Грегори Грег Руседски (енгл. Gregory "Greg" Rusedski; 6. септембар 1973) бивши је британски тенисер.

## Каријера
Године 1991. стигао је до полуфинала на Вимблдону и УС Опену у јуниорској конкуренцији. Руседски је 1997. био четврти на светској АТП ранг листи и играо је финале Отвореног првенства Сједињених Америчких Држава, где је поражен од Патрика Рафтера. У октобру на турниру у Бечу, губи у финалу од Горана Иванишевића.
Године 2003, био је позитиван на допинг тесту на нандролон, али је 2004. ослобођен оптужби.
Био је познат по изванредном сервису. Дана 14. марта 1998 на турниру у Индијан Велсу, поставио је светски рекорд у брзини сервиса од 239 кm/h (2004. оборио Енди Родик). Захваљујући снажном сервису имао је веома добар проценат успешности победа у тајбрејку од 55,65% (256 победа и 204 пораза). Укупно је освојио петнаест турнира у појединачној конкуренцији и три у игри парова.

### Гренд слем финала у појединачној конкуренцији: 1 (0–1)
| Исход | Година | Турнир                                         | Подлога | Противник     | Резултат           |
| Пораз | 1997.  | Отворено првенство Сједињених Америчких Држава | Тврда   | Патрик Рафтер | 3–6, 2–6, 6–4, 5–7 |

## АТП Мастерс финала

### Појединачно: 2 (1—1)
| Исход  | Година | Турнир       | Противник    | Резултат                  |
| Пораз  | 1998   | Индијан Велс | Марсело Риос | 3–6, 7–6(15), 6–7(4), 4–6 |
| Победа | 1998   | Париз        | Пит Сампрас  | 6–4, 7–6(7–4), 6–3        |